# 帕彭堡
帕彭堡（德語：Papenburg，發音：[ˈpaːpm̩bʊʁk] ⓘ）是德国下萨克森州埃姆斯兰县的城市，面积118.44平方千米，2023年12月31日人口为38,841人。